# 산제비나비
산제비나비(학명 : Papilio maackii)는 호랑나비과의 한 종류이다. 1940년대에는 '산신령나비'라 불리기도 했다. 한반도에서는 산지 중심으로 폭넓게 분포한다. 연 2회 발생하며, 4월부터 9월에 걸쳐 나타난다. 산지의 축축한 땅에서 수백 마리씩 무리지어 물을 빤다. 애벌레는 황벽나무와 산초나무를 먹이식물로 삼는다. 서울시 보호 야생 생물 대상종이다.